# Frente Nacional de Cataluña (1940)
El Frente Nacional de Cataluña (en catalán: Front Nacional de Catalunya, o FNC) fue un frente patriótico y después un partido político español de ideología nacionalista catalana fundado en 1940 y que subsistió hasta su disolución en 1990.

## Historia
En abril de 1940 nació en París el Frente Nacional de Cataluña, como un frente patriótico de las manos de varios exiliados nacionalistas catalanes, como por ejemplo militantes de Nosaltres Sols! y la Federació Nacional d'Estudiants de Catalunya (FNEC); los miembros fundadores del FNC fueron, entre otros, Joan Cornudella i Barberà, Antoni Andreu i Abelló, Manel Cruells i Piferrer, Jaume Martínez Vendrell y Enric Labrador i Montagut. Estos, pensaron, en un principio, que las tropas aliadas ayudarían a la resistencia catalana a acabar con el gobierno español franquista. El Front, que aglutinaba militantes de varios sectores nacionalistas, quería ser el unificador independentista antifranquista tanto dentro como fuera de Cataluña. Sus principales objetivos eran presentar un frente de oposición al Régimen franquista y luchar por la independencia de Cataluña.
La rama militar del FNC, dirigida por Jaume Martínez Vendrell, se consideraba como el ejército catalán de oposición al ejército ocupante franquista.[cita requerida] Muchos militantes del Front dieron, posteriormente, apoyo a grupos terroristas que aparecerían como Exèrcit Popular Català (EPOCA) o el Front d'Alliberament Català, el Front d'Alliberament de Catalunya - (FAC), los cuales ya asumían las tesis de los movimientos de liberación nacional con influencias marxistas-leninistas. 
A partir de 1945 el FNC perdió influencia y decidió unirse al Consell Nacional de Democràcia Catalana.
En 1968 se produjo la escisión de una parte de la militancia, que pasó a fundar el Partit Socialista d'Alliberament Nacional (PSAN). El FNC tuvo escaso protagonismo durante la transición, incorporándose a la Comisión Coordinadora de Fuerzas Políticas de Cataluña y disolviéndose formalmente en 1990.